# Ustrój polityczny Peru
Ustrój polityczny Peru – zgodnie z konstytucją z 31 grudnia 1993, Peru jest republiką, w której głową państwa jest prezydent wybierany w powszechnych wyborach na 5-letnią kadencję. Prezydent posiada dwóch wiceprezydentów. Członkowie rządu są mianowani przez prezydenta, na czele rządu stoi premier. Władza ustawodawcza należy do jednoizbowego parlamentu – Kongresu Republiki Peru. 120 członków parlamentu jest wybieranych w wyborach powszechnych również na 5-letnią kadencję.

## Podział administracyjny Peru
24 departamenty (departamento): Amazonas, Ancash, Apurímac, Arequipa, Ayacucho, Cajamarca, Cuzco, Huancavelica, Huánuco, Ica, Junín, La Libertad, Lambayeque, Lima, Loreto, Madre de Dios, Moquegua, Pasco, Piura, Puno, San Martín, Tacna, Tumbes, Ukajali i 1 prowincja konstytucyjna: Callao.